# Partido judicial de Liria
El partido judicial de Liria es uno de los dieciocho partidos judiciales de la provincia de Valencia; en concreto se trata del partido judicial n.º 1 de la provincia de Valencia.
El ámbito territorial, que viene regulado por el Real Decreto 529/1983, de 9 de marzo, comprende los municipios de:
- Ademuz
- Alcublas
- Alpuente
- Andilla
- Aras de los Olmos
- Benagéber
- Benaguacil
- Benisanó
- Bétera
- Bugarra
- Calles
- Casas Altas
- Casas Bajas
- Casinos
- Castielfabib
- Chelva
- Chulilla
- Domeño
- La Eliana
- Gátova
- Gestalgar
- Higueruelas
- Liria
- Loriguilla
- Losa del Obispo
- Marines
- Náquera
- Olocau
- Pedralba
- Puebla de Vallbona
- Puebla de San Miguel
- Ribarroja del Turia
- Serra
- Sot de Chera
- Titaguas
- Torrebaja
- Tuéjar
- Vallanca
- Villamarchante
- Villar del Arzobispo
- La Yesa